# 237164 Keelung
237164 Keelung este o planetă minoră (asteroid) din centura de asteroizi. A fost descoperită pe 22 octombrie 2008 la Lulin Observatory⁠(d) de Hsiao Xiang-Yao⁠(d). 
Obiectul prezintă o orbită caracterizată de o semiaxă mare de 2,251100023255 UAi, o excentricitate de 0,079256201161098, o înclinație de 4,0493446110811 ° în raport cu ecliptica.